# كأس ولي العهد 2013–14
كأس ولي العهد 2013–14 هي النسخة الحادية و العشرين من بطولة كأس ولي العهد الكويتي، والتي أقيمت في موسم 2013–14.
جيث استطاع نادي القادسية الكويتي الفوز باللقب للمرة الثامنة في تاريخه. بعدما تأهل إلى المباراة النهائية نادي القادسية الكويتي ونادي العربي الكويتي، وأستطاع نادي القادسية الكويتي بأن يفوز بنتيجة 2-1. سجل أهداف نادي القادسية كل من عمر السومة وسيف الحشان، بينما سجل لنادي العربي محمود المواس.